# موارد النظام
تشير موارد النظام (بالإنجليزية: System resource)‏ في علوم الحاسب لأي عنصر مادي أو افتراضي ذو وفرة محدودة في نظام الحاسب. جميع الأجهزة المتصلة بنظام الحاسب تعد مورداً وجميع عناصر النظام الداخلية تعد مورداً. تتضمن موارد النظام الافتراضية الملفات واتصالات الشبكة (المقابس)، ووحدات التخزين. يُشار لعملية إدارة هذه الموارد بإدارة الموارد (بالإنجليزية: resource management)‏، وتتضمن منع تسرب الموارد (عدم تحرير مورد إن كان مستخدماً من قبل عملية حتى ينتهي من استخدامه) والتعامل مع فك التنازع بين العمليات (عندما ترغب أكثر من عملية في استخدام مورد ذو وفرة محدودة).

## موارد عامة
- المعالج؛ ويتضمن الزمن المستغرق على معالج واحد أو عدة معالجات كما في أسلوب تعدد المهام.
- ذاكرة الوصول العشوائية والذاكرة الافتراضية، انظر إدارة الذاكرة.
- وحدات التخزين.
- الذاكرة المخبأة.
- إنتاجية الشبكة.
- الطاقة الكهربائية.
- عمليات الإدخال والإخراج.
- العشوائية.